# Хари Бориславов
Хари Бориславов е български футболист, полузащитник. Роден е на 12 август 1973 г. в София. Висок е 176 см и тежи 77 кг. Юноша на Искър (София). След това е играл за Монтана, Кремиковци, Беласица, Септември, Македонска слава, Конелиано, Миньор (Бобов дол), Хебър и Марсашлок (Малта). От есента на 2006 г. играе за Миньор (Перник). Финалист за Купата на ПФЛ през 1996 г. с Монтана.

## Статистика по сезони
- Монтана - 1995/96 - А група, 6/1
- Кремиковци - 1996/97 - В група, 19/6
- Кремиковци - 1997/98 - Б група, 17/2
- Кремиковци - 1998/99 - Б група, 28/4
- Кремиковци - 1999/ес. - Б група, 12/1
- Беласица - 2000/пр. - А група, 10/1
- Септември - 2000/01 - Б група, 26/2
- Македонска слава - 2001/02 - В група, 17/4
- Македонска слава - 2002/03 - Б група, 27/5
- Марсашлок - 2003/ес. - Малтийска Премиер Дивизия, 11/3
- Конелиано - 2004/пр. - Б група, 12/2
- Миньор (Бд) - 2004/05 - Б група, 25/6
- Хебър - 2005/06 - Западна Б група, 23/5
- Миньор (Пк) - 2006/07 - Западна Б група, 11/1